# Sekondi Hasaacas FC
El Sekondi Hasaakas es un equipo de fútbol de Ghana que juega en la Liga de fútbol de Ghana, la liga de fútbol más importante del país.

## Historia
Fue fundado en el año 1931 en la ciudad de Sekondi cuenta con una rivalidad local con el Sekondi Eleven Wise, ambos han sido campeones de liga en 1 ocasión, aunque el Hasaakas ha jugado más temporadas en la máxima categoría. También han ganado 4 títulos de copa.
A nivel internacional han ganado la Copa de Campeones del Oeste de África en 1 ocasión, y en competiciones de la CAF su mejor participación ha sido alcanzar las semifinales de la Recopa Africana 1981, en la cual los eliminó el Union Douala de Camerún.

## Palmarés
- Liga de fútbol de Ghana: 1

1970
- Copa de Ghana: 1

1985
- Supercopa de Ghana: 2

1982, 1983
- Ghana Telecom Gala: 1

1988/89
- Copa de Campeones del Oeste de África: 1

1982

## Participación en competiciones de la CAF
| Temporada | Torneo          | Ronda            | Club             | Casa  | Visita | Global  |
| --------- | --------------- | ---------------- | ---------------- | ----- | ------ | ------- |
| 1981      | Recopa Africana | 1                | CS Nere          | w.o.1 | w.o.1  | w.o.1   |
| 1981      | Recopa Africana | 2                | TP Mazembe       | 1-0   | 2-1    | 3-1     |
| 1981      | Recopa Africana | Cuartos de final | Power Dynamos FC | 3-1   | 0-1    | 3-2     |
| 1981      | Recopa Africana | Semifinales      | Union Douala     | 3-2   | 1-2    | 4-4 (a) |
| 1983      | Recopa Africana | 1                | Al Nasr Benghazi | 4-0   | 1-1    | 5-1     |
| 1983      | Recopa Africana | 2                | OC Agaza         | 1-1   | 1-4    | 2-5     |
| 1986      | Recopa Africana | 1                | AS Sogara        | 1-0   | 0-3    | 1-3     |

1- El CS Nere abandonó el torneo.

## Entrenadores

### Entrenadores destacados
- Emmanuel Quarshie (2001-2002)

## Jugadores

### Jugadores destacados
- Emmanuel Quarshie
- Anthony Annan
- Samuel Inkoom